# كش ملك (فلم 2012)
كش ملك (بالإسبانية: Jaque mate!) هو فيلم إثارة دومينيكاني صدر عام 2012 من بطولة أدريان ماس وفرانك بيروزو وماركوس بونيتي وميشيل فارغاس، ومن إخراج وتأليف خوسيه ماريا كابرال، تم اختيار الفيلم كمدخل لبوليفيا لجائزة أفضل فيلم بلغة أجنبية في حفل توزيع جوائز الأوسكار الخامس والثمانون، لكن لم يتم ترشيحه.

## قصة الفيلم
ديفيد هيرنانديز هو مضيف معروف للبرنامج الخيالي الشهير "Jaque Mate" (كش ملك). يحتوي البرنامج على فقرة يجيب فيها المضيف على مكالمات الجمهور. في أحد الأيام يتلقى مكالمة من شخص مجهول يخبره فيها أن ابنه وزوجته قد تعرضا للاختطاف. يهدده الخاطف بقتل عائلته إذا لم يتبع تعليماته، مما يجعل ديفيد يلعب لعبته على الهواء مباشرة. وهو يسعى لإستعادة عائلته بخير وسلام.

## طاقم التمثيل
| - أدريان ماسبدور ديفيد هيرنانديز - فرانك بيروزوبدور أندريس ج. - ماركوس بونيتيبدور دانيال - ميشيل فارغاسبدور اليخاندرا هـ. - شارلين توليبدور ماجي - ألفونسو رودريغيزبدور المفتش بيرالتا | - ايفيلينا رودريغيز بدور العميل دياز - أولغا بوكاريليبدور مانويلا - سيرجيو كارلوبدور فرناندو - لويس نوفابدور مدير المسرح - ديفيد أورتيزبدور نفسه - لويس مانويل أغيلوبدور فرانسيسكو رو |

## الإنتاج
جاء الإلهام للمخرج لكي يكتب السيناريو بعد مشاهدته الفيلم الوثائق "Fuga o Muerte" (أركض أو مت) عن سرقة مصرف «بانكو ديل بروجريسو» (Banco del Progreso) الدومينيكاني عام 1993.أنتج الفيلم بواسطة دار الإنتاج الدومينيكانية وأفلام أنتينا لاتينا. تم عرض الفيلم لأول مرة في 12 أبريل 2012.

## الجوائز والترشيحات
| قائمة الجوائز والترشيحات             | قائمة الجوائز والترشيحات | قائمة الجوائز والترشيحات | قائمة الجوائز والترشيحات   |
| الجائزة                              | تاريخ الحفل              | النتيحة                  | مراجع                      |
| ------------------------------------ | ------------------------ | ------------------------ | -------------------------- |
| مهرجان بالم سبرينغز السينمائي الدولي | 3 - 14 يناير 2013        | رُشِّح                      | [ 5 ]                      |
| مهرجان واشنطن دي سي السينمائي الدولي | 11 - 21 أبريل 2013       | فوز                      | جائزة الفيلم الروائي الأول |
| مهرجان شيكاغو اللاتيني السينمائي     |                          | رُشِّح                      | [ 4 ]                      |

## روابط خارجية
- مقالات تستعمل روابط فنية بلا صلة مع ويكي بيانات